# Dorothea Christiane Erxleben

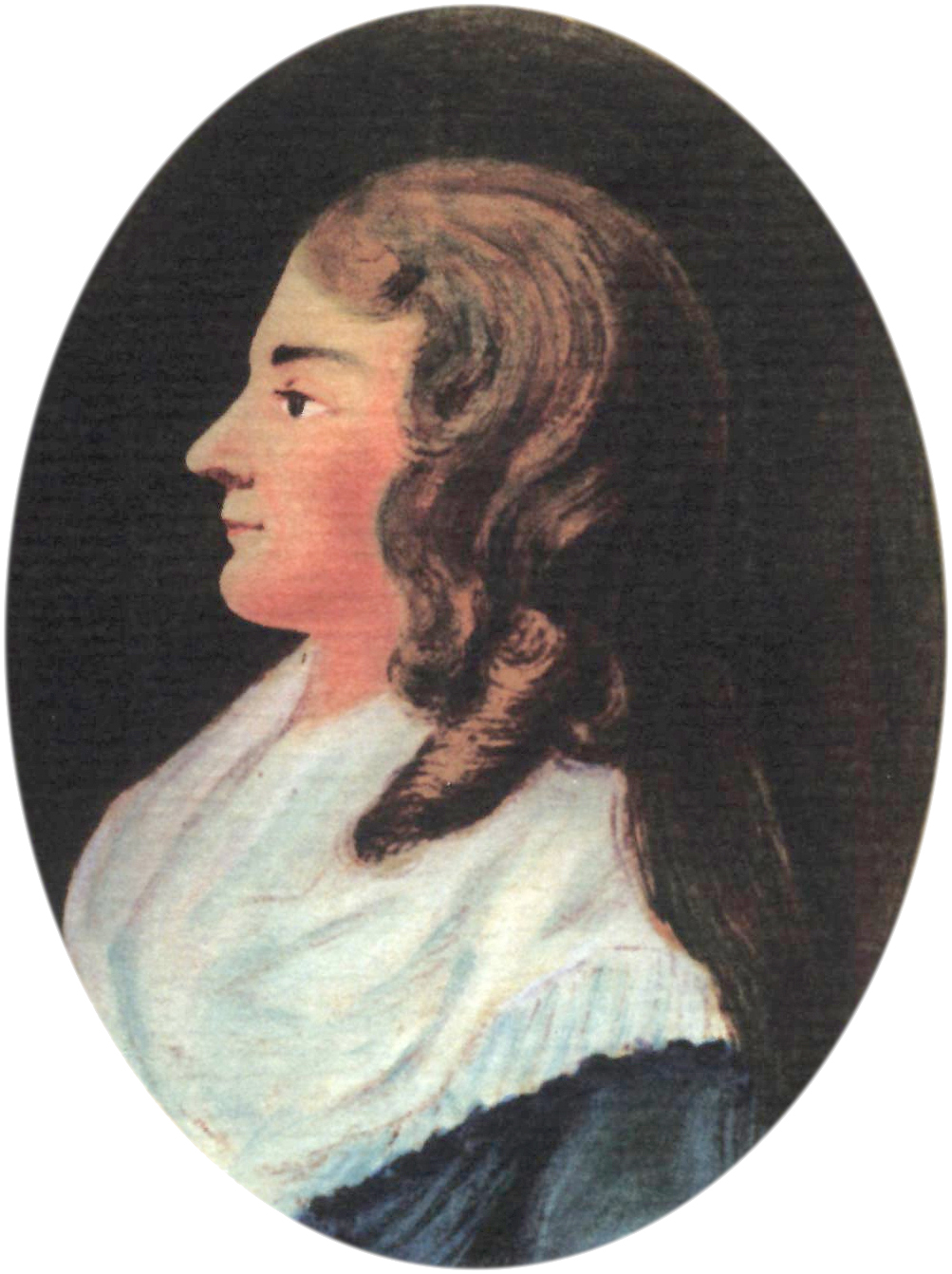
Dorothea Christiane Erxleben

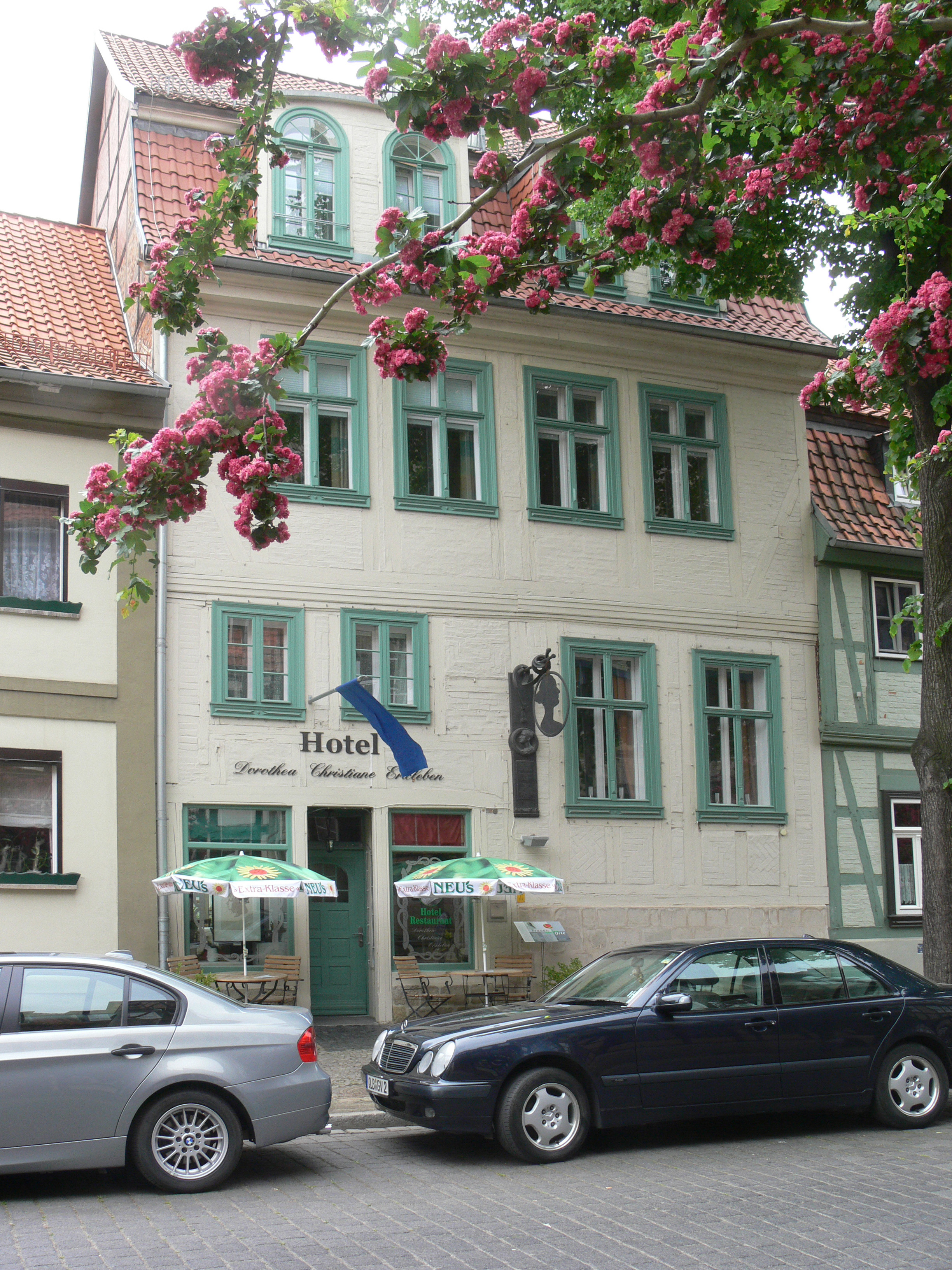
Geburtshaus in Quedlinburg

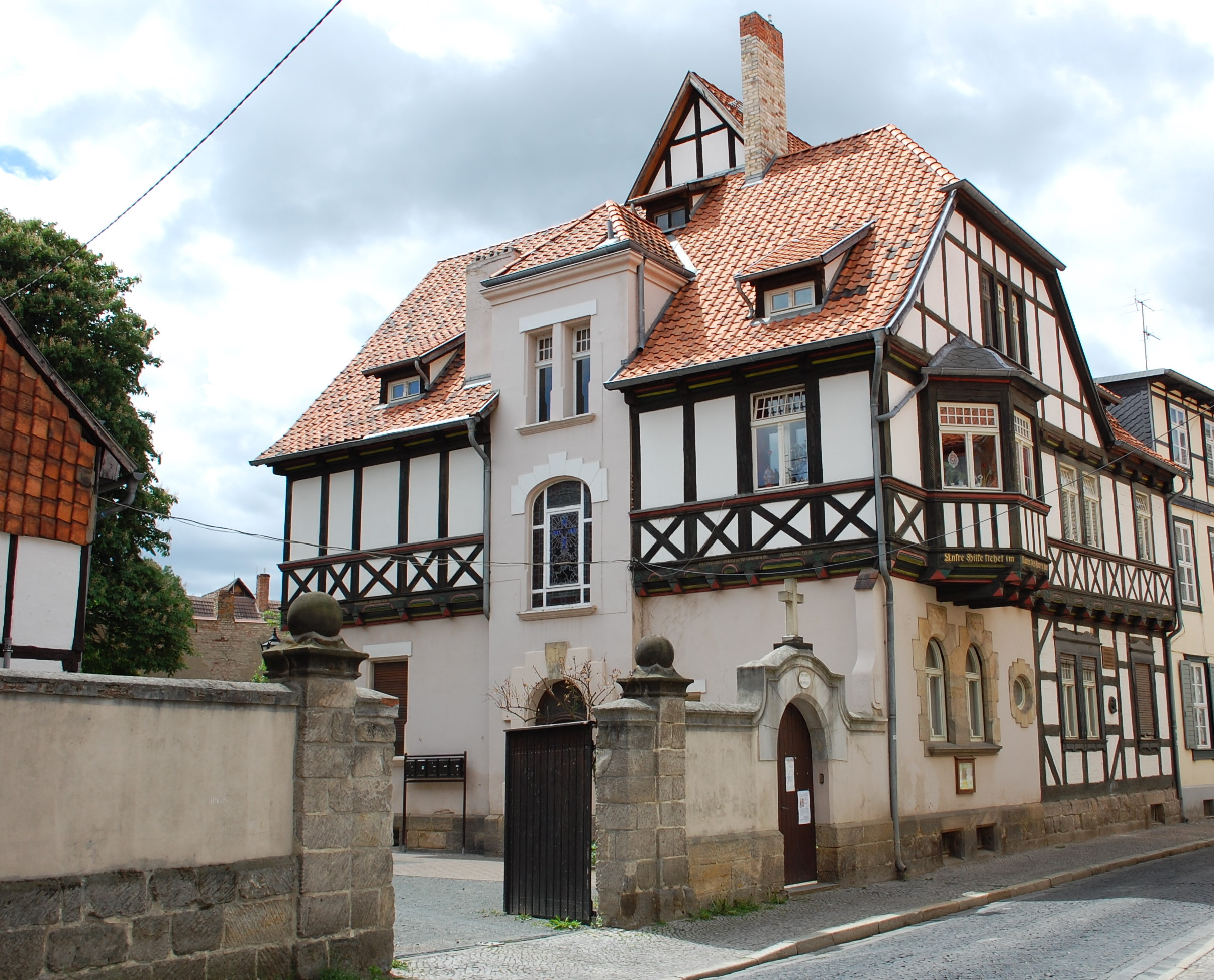
Haus Kaplanei 10 in Quedlinburg, Arbeits- und Wohnort von Dorothea Christiane Erxleben

Dorothea Christiane Erxleben, geborene Leporin (* 13. November 1715 in Quedlinburg; † 13. Juni 1762 ebenda), war die erste promovierte deutsche Ärztin. Die Pionierin des Frauenstudiums im deutschen Sprachraum durfte 1754 unter Sonderbedingungen in Halle ihre Promotion ablegen, lange bevor die ersten Frauen regulär in der Schweiz oder den USA zum Medizinstudium zugelassen wurden.

## Leben

### Kindheit und Jugend
Dorothea Leporin war die Tochter von Christian Polykarp Leporin senior (1689–1747), Arzt in Aschersleben und später Stadtphysikus und Biograf von Lorenz Heister in Quedlinburg, und Anna Sophia Leporin (1681–1757), Tochter des Konsistorialrats Albert Meinecke. Ihr Geburtshaus Steinweg 51 ist heute denkmalgeschützt. Von Kind an zart und kränklich, zeigte das begabte Mädchen außergewöhnliche geistige Fähigkeiten und Interesse für naturwissenschaftliche Studien. Der Rektor und der Konrektor der Quedlinburger Ratsschule gaben ihr privaten Lateinunterricht. Ihr Vater unterwies sie in Naturwissenschaften sowie – gemeinsam mit ihrem Bruder Christian Polykarp Leporin junior (1717–1791) – in praktischer und theoretischer Medizin. Hierdurch lernte sie unter anderem die medizinischen Schriften von Georg Ernst Stahl, Michael Alberti, Johann Juncker und Lorenz Heister kennen. Außerdem nahm er sie ab ihrem 16. Lebensjahr zu seinen Patienten mit und ließ sich mit der Zeit sogar von ihr in seiner Praxis vertreten.

### Ausbildung und Promotion
Dorothea Leporin durchlief dieselbe Ausbildung wie ihr Bruder, und wie er strebte sie die Erlangung eines akademischen Grades an. Der Wunsch, mit ihrem Bruder zu studieren, wurde durch dessen Einberufung zum Militär unmöglich. Der Bruder ließ sich jedoch vom Militär vorzeitig beurlauben, um mit seiner Schwester ein Studium aufzunehmen. Da er zeitweise als Deserteur galt, flüchtete er in die nahe gelegene Landgrafschaft Hessen-Kassel. Später wurde er Arzt in Nienburg an der Weser.
Trotz ihres breiten medizinischen Wissens blieb Dorothea Leporin ohne die Begleitung ihres Bruders der Zugang zur Universität verwehrt. Daraufhin wandte sie sich an Friedrich den Großen, der 1741 die Universität Halle anwies, Dorothea Leporin zur Promotion und zum medizinischen Universitätsexamen zuzulassen.

### Karriere und Promotion
Als sie anfing zu praktizieren, wurde sie von den anderen Ärzten ihrer Heimatstadt als Dilettantin verschrien, weil sie keine formelle, universitäre Ausbildung zur Ärztin hatte. In der Schrift Gründliche Untersuchung der Ursachen, die das weibliche Geschlecht vom Studiren abhalten wehrte sie sich 1742 noch unter dem Namen Leporin gegen die Vorwürfe:

„Die Verachtung der Gelehrsamkeit zeigt sich besonders darin, dass das weibliche Geschlecht vom Studieren abgehalten wird. Wenn etwas dem größten Teil der Menschheit vorenthalten wird, weil es nicht allen Menschen nötig und nützlich ist, sondern vielen zum Nachteil gereichen könnte, verdient es keine Wertschätzung, da es nicht von allgemeinem Nutzen sein kann. So führt der Ausschluss vieler von der Gelehrsamkeit zu ihrer Verachtung. Dieses Unrecht ist ebenso groß wie dasjenige, das den Frauen widerfährt, die dieses herrlichen und kostbaren Gegenstandes beraubt werden.“

Nach ihrer Heirat 1742 praktizierte sie neben der hausfraulichen Tätigkeit in ihrer großen Familie weiter als Ärztin. 1747 übernahm sie die Praxis ihres verstorbenen Vaters. Nachdem eine ihrer Patientinnen während der Behandlung gestorben war, wurde sie von anderen Ärzten wegen „medicinischer Pfuscherey“ angezeigt. Daraufhin entschloss sich die nun 39-jährige Dorothea, kurz nach der Geburt ihres vierten Kindes, ihre Promotion nachzuholen. Im Januar 1754 reichte sie ihre Dissertation mit dem Titel Quod nimis cito ac iucunde curare saepius fiat causa minus tutae curationis, 1755 auf Deutsch unter dem Titel Academische Abhandlung von der gar zu geschwinden und angenehmen, aber deswegen öfters unsichern Heilung der Krankheiten, ein, und am 6. Mai desselben Jahres trat sie, nachdem der preußische König der Prüfung und Promotion zugestimmt hatte, an der Universität Halle zum Promotionsexamen an, das sie mit großem Erfolg ablegte. Am 12. Juni 1754 wurde sie von Professor Johann Juncker feierlich zum „Doktor der Arzeneygelahrtheit“ erklärt. Nach der Promotion führte sie ihr Leben wie bisher weiter: Sie kümmerte sich um ihre Kinder, führte den Haushalt und behandelte ihre Patienten. In Quedlinburg blieb sie bis zu ihrem Tod im Jahr 1762 die angesehene Frau Pastorin. Wie einem Nachruf ihres ältesten Sohnes, Johann Christian Polycarp, zu entnehmen ist, starb sie an Brustkrebs.

## Familie
1742 heiratete Dorothea den verwitweten Diakon Johann Christian Erxleben (1697–1759), der aus der ersten Ehe mit ihrer Cousine einen Sohn und vier Töchter hatte. In den folgenden Jahren bekam sie vier Kinder. Der älteste Sohn, Johann Christian Polycarp, wurde ein bekannter Naturwissenschaftler. Der zweite Sohn Christian Albert Christoph (1746–1755) starb bereits im Alter von neun Jahren. Die Tochter Anna Dorothea (1750–1805) heiratete 1777 Ludwig Christian Anton Wigand; der Botaniker Julius Wilhelm Albert Wigand war ihr Enkel. Der jüngste Sohn Johann Heinrich Christian wurde Rechtswissenschaftler.

## Nachwirkung, Denkmäler und Benennungen
Am 20. April 1899 wurden Frauen im Deutschen Reich erstmals offiziell zu den Staatsprüfungen der Medizin, Zahnmedizin und Pharmazie zugelassen. An den Universitäten Preußens konnten sich Medizinstudentinnen erstmals im Wintersemester 1908/1909 einschreiben. Dennoch gab es mit Charlotte Heidenreich, die im hessischen Gießen promoviert wurde, und einigen anderen sowie der Zahnärztin Henriette Hirschfeld-Tiburtius in einigen seltenen Fällen Ausnahmen, bis 1901 mit Ida Democh-Maurmeier und Mathilde Wagner gemäß einem Bundesratsbeschluss von 1900 die ersten Ärztinnen/Zahnärztinnen das Staatsexamen ablegen durften.
Von 1955 bis zu ihrer Schließung 1990 trug die Medizinische Schule bzw. Medizinische Fachschule Quedlinburg den Namen „Dorothea Christiane Erxleben“. Ab 1962 profilierte sich die Medizinische Schule zu einer Ausbildungsstätte „ausländischer Bürger junger Nationalstaaten“. An dieser für die DDR einmaligen Einrichtung wurde medizinisches Personal aus mehr als dreißig Ländern bzw. von vier Kontinenten ausgebildet bzw. qualifiziert. Das Harzklinikum Dorothea Christiane Erxleben in Quedlinburg trägt den Namen der Ärztin ebenso wie ein Altenpflegeheim des DRK-Kreisverbandes Görlitz.
Eine Kaserne im Norden von Halle (Saale), in der nach 1990 das Sanitätsregiment 13 stationiert war, trug bis zur Auflösung der Garnison Halle im Sommer 2007 den Namen Dr.-Dorothea-Erxleben-Kaserne. Auch mehrere Schulen führen ihren Namen.
Ein Wandbild zum Leben von Dorothea Erxleben malte 1970 der Hallesche Maler Hannes H. Wagner in der damaligen Poliklinik im Stadtteil 2 von Halle-Neustadt. Zu der Restaurierung des Bildes existiert eine Diplomarbeit seit 2007 von Stephanie Dannenfeldt im Hornemann Institut in Bielefeld.
Ebenfalls nach ihr ist das Dorothea-Erxleben-Lernzentrum an der Medizinischen Fakultät der Martin-Luther-Universität Halle-Wittenberg benannt.
Im Universitätsklinikum Halle (Saale) wurde 1994 zur Erinnerung an Dorothea Erxleben die von Marianne Traub entworfene Bronzebüste aufgestellt.
In Quedlinburg gehört die Darstellung Dorothea Erxlebens seit 1993 zu dem von Bernd Göbel von 1986 bis 1989 geschaffenen Ensemble der Brunnenfiguren am Kornmarkt.
Das Harzklinikum Dorothea Christiane Erxleben mit seinen Kliniken Quedlinburg, Wernigerode und Blankenburg ist nach Erxleben benannt, es entstand 2012 durch Fusion der Klinken Klinikum Dorothea Christiane Erxleben Quedlinburg und Harz-Klinikum Wernigerode-Blankenburg.
Das Dorothea-Erxleben-Programm des Niedersächsischen Ministeriums für Wissenschaft und Kultur zur Qualifizierung von Frauen für eine Professur an Universitäten und Fachhochschulen bestand von 1994 bis 2006, in dieser Zeit wurden 108 Frauen gefördert. Nach Einstellung werde die Förderung von Frauen an künstlerisch-wissenschaftlichen Hochschulen durch Stipendien weitergeführt.
Das Musiktheaterstück Kein Ort. Erxleben von Katrin Schinköth-Haase ist eine künstlerische Würdigung ihres Lebens.
Nach Dorothea Erxleben sind zahlreiche Straßen benannt, unter anderem in Berlin-Altglienicke, Bonn (Vilich-Müldorf), Braunschweig, Dresden, Elmshorn, Halle, Heide, Hettstedt, Hilden und Kiel, Langenfeld, Lübeck und Quedlinburg. Anlässlich ihres 300. Geburtstags widmete Google ihr ein Doodle.
Die Deutsche Bundespost bildete Erxleben 1987 auf dem 60-Pfennig-Wert der Briefmarkenserie Frauen der deutschen Geschichte ab.

## Schriften
- Dorothea Christiane Leporin: Gründliche Untersuchung der Ursachen, die das weibliche Geschlecht vom Studiren abhalten. Darin deren Unerheblichkeit gezeiget, und wie möglich, nöthig und nützlich es sey, Daß dieses Geschlecht der Gelahrheit sich befleisse, umständlich dargelegt wird von Dorotheen Christianen Leporinin. Nebst einer Vorrede ihres Vaters D. Christiani Polycarpi Leporin, Med. Pract, in Quedlinburg. Berlin 1742 (Digitalisat auf Wikimedia Commons); 4. Neudruck Olms, Hildesheim 2013, ISBN 978-3-487-30114-3.
- Dorothea Christiana Erxlebia: Quod nimis cito ac iucunde curare saepius fiat causa minus tutae curationis. Dissertation. 1754 (Digitalisat der Bayerischen Staatsbibliothek).
  - Academische Abhandlung von der gar zu geschwinden und angenehmen, aber deswegen öfters unsichern Heilung der Krankheiten. Deutsche Ausgabe der Dissertation, Halle 1755; Reprint: Verlag Janos Stekovics, Dößel 2004, ISBN 3-89923-056-6.

## Filme
- Dorothea Erxleben. Film von Wolf-Dieter Panse, DDR 1963.[28]